# Sauid Drepaul
Sauid Drepaul, voornaam ook wel gespeld als Saud (Georgetown, 14 april 1985), is een Guyaans-Surinaams cricketspeler.

## Biografie
Sauid Drepaul werd geboren in de Guyanaanse hoofdstad Georgetown. Internationaal kwam hij uit voor Suriname.
Hij speelde in 2015 tijdens op het World Cricket League Division Six, een toernooi dat onder auspiciën van de International Cricket Council werd georganiseerd. Suriname won dit toernooi.
Het jaar erna zou het Surinaamse team uitkomen op de World Cricket League Division Five. Hieruit trok Suriname zich terug, omdat de Vanuatu Cricket Association de nationaliteit van enkele spelers ter discussie stelde, onder wie van Drepaul, Gavin Singh, Muneshwar Patandin Wasim Haslim en Vishwar Shaw. Vanatu was in het vorige toernooi in de halve finale uitgeschakeld door Suriname.